# European Christian Political Youth Network
European Christian Political Youth (Europese Christelijke Politieke Jongeren - ECPYouth) is een organisatie die christelijke, politiek actieve jongeren uit heel Europa met elkaar in contact brengt. ECPYouth stelt zich ten doel die jongeren toe te rusten om zo de christelijke politiek in Europa te versterken.
ECPYouth is gelieerd aan de Europese Christelijke Politieke Beweging (ECPM).

## Ontstaan
ECPYouth is in 2004 opgericht als European Christian Political Youth Network (ECPYN) in Kortenberg (België) op initiatief van PerspectieF, de ChristenUnie-jongeren. De oprichting vond plaats naar aanleiding van de International Summer school. Aan deze zomerschool namen jongeren uit heel Europa deel. 

## Summer school
Sinds de eerste International Summer school in Kortenberg in 2004 is het een jaarlijks terugkerend verschijnsel geworden. Tijdens de summer school zijn er sprekers, workshops en excursies rond een politiek thema. In 2005 was de summer school in Lunteren (Nederland), in 2006 in Birstonas (Litouwen), in 2007 in Würzburg (Duitsland), in 2008 in Chisinau (Moldavië), in 2009 in Risan, (Montenegro), in 2010 in Ohrid (Macedonië), in 2011 in Parijs (Frankrijk) in 2012 in Zagreb (Kroatië) en in 2013 in Helsinki (Finland).

## Activiteiten
Regelmatig worden er ook andere activiteiten georganiseerd. Voorbeelden zijn de regionale conferenties die in verschillende delen van Europa worden gehouden en jongerenprogramma's tijdens de ECPM congressen. 